# Боровецкая волость
Боровецкая волость — административно-территориальная единица в составе Вологодского уезда Вологодской губернии.

## Населённые пункты
Согласно карте Вологодского уезда 1906 года издания вологодского уездного земства, в состав Боровецкой волости входили следующие населенные пункты:
Бекренево, Бердинка, Бильнево, Бовыкино, Большой Двор, Большой Кривец, Власово, Выползово, Грибаново, Гуриево, Енса, Ерыкалка, Есипово, Жихарево, Заболотье, Зуиха, Камское, Карпово, Качалка, Когаш, Костино, Кощеево, Кромовесово, Лендобово, Лещевка, Малахово, Малый Кривец, Обросово, Озерко, Окулиха, Перевоз, Пирогово, Побоище, Погорелка, Померниково, Пустое Медведево, Пятино, Рабангское Медведево, Резанка, Репное, Родюкино, Россоха, Ростовка, Серково, Соколово, Спасское, Трухинка, Турбаево, Фокино, Харлушино, Шишкино, а также село Воскресенское и хутор Новая Горка.

## Религия
Практически всё население Боровецкой волости являлось прихожанами Воскресенской Боровецкой церкви, за исключением деревень Качалки, Лендобово и Резанки, которые были частью прихода Михаило-Архангельской Бохтюжской церкви, Бовыкино, Камского и Малахово, которые входили в приход Николаевской Оларевской церкви, а также Соколово, которая относилась к приходу Спасопреображенской Рабангской церкви.